# Kamilla Soares Cardoso
Kamilla Soares Cardoso (Montes Claros, 30 aprile 2001) è una cestista brasiliana, professionista nella WNBA con le Chicago Sky.

## Carriera

### College
Dopo un'ottima stagione da freshman con le Syracuse Orange, si è trasferita all'Università della Carolina del Sud per giocare con le South Carolina Gamecocks. Da riserva di Aliyah Boston, ha contribuito alla vittoria del titolo NCAA Division I 2022. Entrata nel quintetto titolare per il suo anno da senior, Cardoso ha guidato le Gamecocks alla vittoria del titolo NCAA Division I 2024, venendo nominata Most Outstanding Player del torneo.

### WNBA
Al draft WNBA 2024 è stata selezionata con la terza scelta dalle Chicago Sky.

### Nazionale
Con la nazionale brasiliana ha debuttato al campionato americano femminile di pallacanestro 2021 dove ha ottenuto la medaglia di bronzo. Al campionato sudamericano femminile di pallacanestro 2022 ha vinto la medaglia d'oro ed è stata nominata MVP del torneo. Al campionato americano femminile di pallacanestro 2023 ha vinto la medaglia d'oro ed è stata nominata MVP del torneo.

## Statistiche

### NCAA
| Anno     | Squadra         | PG  | PT | MP   | TC%  | 3P%   | TL%  | RP  | AP  | PRP | SP  | PP   |
| -------- | --------------- | --- | -- | ---- | ---- | ----- | ---- | --- | --- | --- | --- | ---- |
| 2020-21  | Syracuse Orange | 24  | 23 | 23,5 | 57,6 | 0,0   | 60,2 | 8,0 | 0,7 | 0,6 | 2,7 | 13,6 |
| 2021-22  | S.C. Gamecocks  | 32  | 0  | 13,3 | 55,3 | 0,0   | 71,7 | 5,1 | 1,0 | 0,3 | 1,4 | 5,4  |
| 2022-23  | S.C. Gamecocks  | 36  | 0  | 18,8 | 55,9 | 0,0   | 69,4 | 8,5 | 0,9 | 0,4 | 1,9 | 9,8  |
| 2023-24  | S.C. Gamecocks  | 33  | 32 | 25,3 | 59,4 | 100,0 | 65,9 | 9,7 | 2,0 | 0,6 | 2,5 | 14,4 |
| Carriera | Carriera        | 125 | 55 | 20,0 | 57,5 | 50,0  | 66,2 | 7,9 | 1,2 | 0,5 | 2,1 | 10,6 |

## Palmarès

### Club
- Campionato NCAA Division I: 2

South Carolina Gamecocks: 2022, 2024
- Southeastern Conference: 2

South Carolina Gamecocks: 2023, 2024

### Individuale
- NCAA Basketball Tournament Most Outstanding Player (2024)
- McDonald's All-American (2020)